# Walschiff
Walschiff („wal-schif/ oder walleie“) wurde (erfolglos) von Philipp von Zesen als Verdeutschung des Fremdwortes Galeere vorgeschlagen. Das Wort scheint in Anlehnung an Walstatt mit Wal in der Bedeutung von Kampf gebildet zu sein. Walleie hat Zesen aus niederländisch galei durch „Umsetzung des Anlautkonsonanten“ gebildet, da er das g, wie es auch in den romanischen Sprachen (italienisch, spanisch galea) auftritt, für ein verfälschtes deutsches w hielt.